# Nikołaj Tanasiejczuk
Nikołaj „Kola” Konstantinowicz Tanasiejczuk (ur. 16 grudnia 1959 w Ałmaty) – rosyjski koszykarz, występujący na pozycjach rozgrywającego lub rzucającego obrońcy, posiadający także polskie obywatelstwo, po zakończeniu kariery zawodniczej trener koszykarski.
W sezonie 1998/1999, jako zawodnik SKK Szczecin, ustanowił rekord PLK, notując 14 strat w trakcie spotkania z AZS-em Lublin.
Jego żona Irina Archangielska występowała w polskiej ekstraklasie siatkarskiej, zdobywając pięciokrotnie mistrzostwo Polski i trzykrotnie puchar Polski.
27 czerwca 2002 został trenerem koszykarzy I-ligowego AZS Zagazu Koszalin. W styczniu 2003 przyjął etap drugiego trenera SKK Szczecin. We wrześniu opuścił klub.
Po doprowadzeniu Kotwicy Kołobrzeg (2005), do awansu do PLK, podpisał umowę z rosyjskim Awtodorem Saratów.
W sezonie 2009/2010 trenował koszykarki I-ligowego SMS PZKosz Łomianki. 1 czerwca 2010 został trenerem żeńskiej drużyny Lotosu Gdynia, która ze względów sponsorskich występowała w tamtym sezonie pod nazwą Basketball Investments Gdynia. W styczniu 2011 objął stanowisko trenera II-ligowego KS Basketu Piła.

## Osiągnięcia

### Trenerskie
- Puchar:
  - Rosji (2018 jako asystent)
  - Kazachstanu (2016)
- Final Four Euro Cup (2008)
- Awans do PLK z Kotwicą Kołobrzeg (2005)
- Udział w mistrzostwach Europy U–18 kobiet (2010 – 11. miejsce)[8]